# Збірна Перу з футболу
Збірна Перу з футболу представляє Перу на міжнародних змаганнях з футболу. Команда контролюється Федерацією перуанського футболу, яка входить в КОНМЕБОЛ і ФІФА.
Станом на 28 листопада 2024 посідає 40-e місце у рейтингу футбольних збірних світу.

## Чемпіонат світу
- 1930 — перший етап
- 1934 — не брала участі
- 1938 — не пройшла кваліфікацію
- 1950 — не брала участі
- 1954 — не брала участі
- 1958 — не пройшла кваліфікацію
- 1962 — не пройшла кваліфікацію
- 1966 — не пройшла кваліфікацію
- 1970 — чвертьфінал
- 1974 — не пройшла кваліфікацію
- 1978 — другий етап
- 1982 — перший етап
- 1986 — не пройшла кваліфікацію
- 1990 — не пройшла кваліфікацію
- 1994 — не пройшла кваліфікацію
- 1998 — не пройшла кваліфікацію
- 2002 — не пройшла кваліфікацію
- 2006 — не пройшла кваліфікацію
- 2010 — не пройшла кваліфікацію
- 2014 — не пройшла кваліфікацію
- 2018 — груповий етап
- 2022 — не пройшла кваліфікацію

## Гравці збірної
- Паоло де ла Аса (2003–...)

## Поточний склад
Заявка збірної для участі у чемпіонаті світу 2018 року. Вік гравців наведено на день початку змагання (14 червня 2018 року), дані про кількість матчів і голів — на дату подачі заявки (4 червня 2018 року).
| №  | Поз. | Гравець                 | Дата народження (вік)            | Ігри | Голи | Клуб                          |
| -- | ---- | ----------------------- | -------------------------------- | ---- | ---- | ----------------------------- |
| 1  | ВР   | Педро Гальєсе           | 23 квітня 1990 (вік 28 років)    | 37   | 0    | «Веракрус»                    |
| 12 | ВР   | Карлос Каседа           | 27 вересня 1991 (вік 26 років)   | 4    | 0    | «Сентро Депортіво Мунісіпаль» |
| 21 | ВР   | Хосе Карвальйо          | 1 березня 1986 (вік 32 роки)     | 6    | 0    | УТК (Кахамарка)               |
|    |      |                         |                                  |      |      |                               |
| 2  | ЗХ   | Альберто Родрігес       | 31 травня 1984 (вік 34 роки)     | 58   | 0    | «Спортінг Крістал»            |
| 3  | ЗХ   | Альдо Корсо             | 20 травня 1989 (вік 29 років)    | 25   | 0    | «Універсітаріо де Депортес»   |
| 4  | ЗХ   | Андерсон Сантамарія     | 10 січня 1992 (вік 26 років)     | 3    | 0    | «Пуебла»                      |
| 5  | ЗХ   | Мігель Араухо           | 24 жовтня 1994 (вік 23 роки)     | 7    | 0    | «Альянса Ліма»                |
| 6  | ЗХ   | Мігель Трауко           | 25 серпня 1992 (вік 25 років)    | 26   | 0    | «Фламенгу»                    |
| 15 | ЗХ   | Крістіан Рамос          | 4 листопада 1988 (вік 29 років)  | 65   | 3    | «Веракрус»                    |
| 17 | ЗХ   | Луїс Адвінкула          | 2 березня 1990 (вік 28 років)    | 64   | 0    | «Лобос БУАП»                  |
| 22 | ЗХ   | Нільсон Лойола          | 26 жовтня 1994 (вік 23 роки)     | 3    | 0    | «Мельгар»                     |
|    |      |                         |                                  |      |      |                               |
| 7  | ПЗ   | Паоло Уртадо            | 27 липня 1990 (вік 27 років)     | 31   | 3    | «Віторія» (Гімарайнш)         |
| 8  | ПЗ   | Крістіан Куева          | 23 листопада 1991 (вік 26 років) | 43   | 8    | «Сан-Паулу»                   |
| 13 | ПЗ   | Ренато Тапія            | 28 липня 1995 (вік 22 роки)      | 22   | 1    | «Феєнорд»                     |
| 14 | НП   | Енді Поло               | 29 вересня 1994 (вік 23 роки)    | 16   | 1    | «Портленд Тімберз»            |
| 16 | ПЗ   | Вільдер Картахена       | 23 вересня 1994 (вік 23 роки)    | 3    | 0    | «Веракрус»                    |
| 19 | ПЗ   | Йосімар Йотун           | 7 квітня 1990 (вік 28 років)     | 72   | 2    | «Орландо Сіті»                |
| 23 | ПЗ   | Педро Акіно             | 13 квітня 1995 (вік 23 роки)     | 12   | 0    | «Лобос БУАП»                  |
|    |      |                         |                                  |      |      |                               |
| 9  | НП   | Паоло Герреро (капітан) | 1 січня 1984 (вік 34 роки)       | 87   | 34   | «Фламенгу»                    |
| 10 | НП   | Джефферсон Фарфан       | 26 жовтня 1984 (вік 33 роки)     | 83   | 25   | «Локомотив» (Москва)          |
| 11 | НП   | Рауль Руйдіас           | 25 липня 1990 (вік 27 років)     | 30   | 4    | «Монаркас»                    |
| 18 | НП   | Андре Каррільйо         | 14 червня 1991 (вік 27 років)    | 44   | 5    | «Вотфорд»                     |
| 20 | НП   | Едісон Флорес           | 14 травня 1994 (вік 24 роки)     | 28   | 9    | «Ольборг»                     |